# Сандберг, Туре
Туре Сандберг (швед. Ture Sandberg; род. 12 мая 2005) — шведский футболист, полузащитник «Норрчёпинга».

## Клубная карьера
До 2020 года выступал за молодёжную команду «Свертинге». Перед началом 2021 года присоединился к молодёжной команде «Норрчёпинга». В матче последнего тура сезона 2022 года с «Хеккеном» попал в заявку на матч, но на поле не появился. В межсезонье отправился на сборы в Испанию с основной командой. 9 апреля 2023 года в матче против АИК дебютировал за клуб в чемпионате Швеции, заменив в конце второго тайма Арнора Сигурдссона.

## Клубная статистика
| Выступление      | Выступление      | Выступление      | Лига | Лига | Кубки | Кубки | Конт. кубки | Конт. кубки | Итого | Итого |
| Клуб             | Лига             | Сезон            | Игры | Голы | Игры  | Голы  | Игры        | Голы        | Игры  | Голы  |
| ---------------- | ---------------- | ---------------- | ---- | ---- | ----- | ----- | ----------- | ----------- | ----- | ----- |
| Норрчёпинг       | Алльсвенскан     | 2023             | 1    | 0    | 0     | 0     | 0           | 0           | 1     | 0     |
| Норрчёпинг       | Итого            | Итого            | 1    | 0    | 0     | 0     | 0           | 0           | 1     | 0     |
| Всего за карьеру | Всего за карьеру | Всего за карьеру | 1    | 0    | 0     | 0     | 0           | 0           | 1     | 0     |